# 卢森堡妥协
卢森堡妥协是在1966年1月达成的协议，用于解决欧洲经济共同体的空椅危机所造成的僵持。

## 内容

### 否决权
卢森堡妥协案催生出有效多数表决制，授予各国在讨论“重大国家利益”的话题时，拥有一票否决权。
在一般情况下，条约只需要绝对多数即可通过，但如果一个成员国提出该话题事关其重大国家利益，理事会成员则必须寻求创造一个所有成员都一致同意的解决方案。
但是卢森堡妥协案并没有说明如果无法找到一个一致同意的解决方案，委员会应该怎么做，妥协案假设委员会一般会按照常规程序继续工作。
戴高乐对此案不满意，因为有效多数表决制令人口较少的国家拥有了不对等的投票权。
事实上卢森堡妥协案提出的开头20年，它有效阻止了一些条约被通过，但1982年英国行使否决权被法国推翻了。

### 弱化委员会
卢森堡妥协限制了委员会。
因为任何成员国都可以用“重大国家利益”的理由行使一票否决权，委员会便不太有动力推动立法，不愿意讨论有争议性的话题或深入的改革。